# Theater der Keller
Das Theater der Keller ist ein Privattheater in Köln-Deutz. Es steht in Kooperation mit der Schauspielschule der Keller. 

## Geschichte
Das Theater wurde 1955 von dem Schauspieler-Ehepaar Marianne Jentgens und Heinz Opfinger gegründet, die auch seine ersten Intendanten waren. Bis 1970 leitete Jentgens das Theater zusammen mit ihrem Mann, von 1970 bis zu ihrem Tod 1974 alleine. Die erste Spielstätte des Theaters war ein ehemaliger Luftschutzbunker in Köln-Lindenthal in der Herderstraße. Daher stammt der Name „der Keller“. 
Die Eröffnung des Theaters fand am 11. Oktober 1955 mit einer Aufführung der Geschlossenen Gesellschaft von Jean-Paul Sartre statt. Es folgte die Die Glasmenagerie von Tennessee Williams. 1954 zog das Theater in den Kölner Norden. Ab 1974 war es in einer ehemaligen Entbindungsklinik in der Kölner Südstadt beheimatet. 2019 musste das Theater die Spielstätte in der Südstadt aufgeben und zog nach Deutz um.

## Gegenwart
Seit der Spielzeit 2013/14 lag die Leitung des Theaters beim Intendanten Heinz Simon Keller. Der Spielplan war geprägt von zeitgenössischen Theaterstücken, darunter viele Uraufführungen und deutsche Erstaufführungen. Die Stücke behandelten aktuelle Themen aus Politik und Gesellschaft, oft mit einem lokalen Bezug. Im Anschluss an die Aufführungen finden regelmäßig Diskussionen mit dem Publikum statt. Mit der Schauspielschule der Keller gibt es eine enge Zusammenarbeit. Einmal pro Spielzeit wurde ein Abschlussprojekt von Absolventen der Schule im Theater der Keller gezeigt. Anfang März 2025 wurde ihm aus wirtschaftlichen Gründen und Verstößen gegen die Compliance-Vorgaben des Theaters fristlos gekündigt.
Im Juni 2017 wurde das Privattheater vom Deutschen Kulturrat auf Die Rote Liste die Vorwarnliste gesetzt und in die Kategorie 3 eingestuft. Im September 2019 ist das Theater in die Werkshalle der TanzFaktur in Köln-Deutz gezogen.

## Intendanz
| Name                                                            | Zeitraum  |
| --------------------------------------------------------------- | --------- |
| Heinz Opfinger                                                  | 1955–1970 |
| Marianne Jentgens                                               | 1955–1974 |
| Karl Reichmann                                                  | 1974–1976 |
| Dieter Janke                                                    | 1974–1978 |
| Christiane Bruhn                                                | 1978–1982 |
| Roland W. Hoffmann (kommissarisch)                              | 1983–1884 |
| Wolfgang Trautwein                                              | 1984–1994 |
| Anita Ferraris                                                  | 1994–1996 |
| Roland W. Hoffmann (kommissarisch)                              | 1996–1997 |
| Meinhard Zanger                                                 | 1997–2006 |
| Hanfried Schüttler                                              | 2006–2009 |
| Herbert Wandschneider (kommissarisch)                           | 2010      |
| PiaMaria Gehle                                                  | 2010–2013 |
| Heinz Simon Keller                                              | 2013–2025 |
| interimistisch: Anja Getz, Ulrike Janssen und Michael Meichßner | 2025–     |

## Auszeichnungen
Produktionen und Schauspielschüler des Theaters der Keller wurden mehrfach von der SK Stiftung Kultur ausgezeichnet. Das Theater erhielt viermal den Kölner Theaterpreis (1980, 1994, 2000 und 2003), zweimal den Kurt-Hackenberg-Preis für politisches Theater (2007, 2016) und einmal den Jugendtheaterpreis (1996). Der Nachwuchspreis für junge Schauspieler PUCK ging neun Mal an Absolventen der Schauspielschule der Keller.
Kölner Theaterpreis
- 2016: für seinen engagierten Spielplan den mit 4.000 Euro dotierten Kurt-Hackenberg-Preis für politisches Theater des 27. Kölner Tanz- und Theaterpreises.[9]
- 2013: Waisen, Schauspiel von Dennis Kelly, Regie: Sandra Reitmayer
- 2000: Der Freigeist, Komödie der Moral von Éric-Emmanuel Schmitt, Regie: Meinhard Zanger
- 1994: Grindkopf, Schauspiel von Tankred Dorst, Regie: Anita Ferraris
- 1980: Aussagen nach einer Verhaftung aufgrund des Gesetzes gegen Unsittlichkeit (Gemälde des Kaufmann von Venedig), Schauspiel von Athol Fugard, Regie: Christiane Bruhn

Kurt-Hackenberg-Preis für politisches Theater der Freien Volksbühne e. V.
- 2007: Das Versteck, eine kurdisch-alevitische Migrationsgeschichte von Hüseyin Michael Cirpici, Regie und Ausstattung: Hüseyin Michael Cirpici, mit: Ercan Arslan
- 2016: Preis für das gesamte Ensemble des Theaters für herausragende Leistung.

Kölner Ehrentheaterpreis
- 2005: Ilse Schwarzhaupt für ihr langjähriges Engagement für das Theater der Keller

Kölner Kinder- und Jugendtheaterpreis
- 1996: Acht Jahre, von Börje Lindström, Regie: Eva Hosemann

## Festivals
- 2003: Der Freigeist – Teilnehmer des 37. Internationalen Theaterfestivals BITEF in Belgrad
- 2012: PrivatTheaterTage
- 2012: JULA – Internationales Jugend-, Theater- und Musikfestival